# Награда Емпајер за најбољег британског глумца
Награда Емпајер за најбољег британског глумица једна је од Награда Емпајер коју је додељивао британски филмски магазин Емпајер најбољем британском глумицу из претходне године. Ова награда укинута је после 2005. године, а додељивана је од утемељења Награда Емпајер 1996. Победника су бирали читаоци магазина.

## Добитници и номинације

### 1990e
| Година         | Глумац                        | Филм |
| -------------- | ----------------------------- | ---- |
| 1996           |                               |      |
| Јуан Макгрегор | Мало убиство међу пријатељима |      |
| 1997           |                               |      |
| Јуан Макгрегор | Трејнспотинг                  |      |
| 1998           |                               |      |
| Јуан Макгрегор | Сасвим необичан живот         |      |
| 1999           |                               |      |
| Питер Малан    | Зовем се Џо                   |      |
| Боб Хоскинс    | 24/7                          |      |
| Јуан Макгрегор | Велвет Голдмајн               |      |
| Гари Олдман    | Изгубљени у свемиру           |      |
| Џозеф Фајнс    | Елизабета                     |      |

### 2000e
| Година         | Глумац                              | Филм |
| -------------- | ----------------------------------- | ---- |
| 2000           |                                     |      |
| Хју Грант      | Ја у љубав верујем                  |      |
| 2001           |                                     |      |
| Вини Џоунс     | Снеч                                |      |
| Кристијан Бејл | Амерички психо                      |      |
| Џуд Ло         | Талентовани господин Рипли          |      |
| Мајкл Кејн     | Живот нема правила                  |      |
| Роберт Карлајл | Анђелин пепео                       |      |
| 2002           |                                     |      |
| Јуан Макгрегор | Мулен руж!                          |      |
| Хју Грант      | Дневник Бриџит Џоунс                |      |
| Ијан Макелен   | Господар прстенова: Дружина прстена |      |
| Шон Бин        | Господар прстенова: Дружина прстена |      |
| Тим Рот        | Планета мајмуна                     |      |
| 2003           |                                     |      |
| Хју Грант      | Све о дечаку                        |      |
| Енди Серкис    | Господар прстенова: Две куле        |      |
| Ијан Макелен   | Господар прстенова: Две куле        |      |
| Џуд Ло         | Пут без повратка                    |      |
| Стив Куган     | Забава без краја                    |      |
| 2004           |                                     |      |
| Енди Серкис    | Господар прстенова: Повратак краља  |      |
| Јуан Макгрегор | Млади Адам                          |      |
| Ијан Макелен   | Господар прстенова: Повратак краља  |      |
| Џуд Ло         | Хладна планина                      |      |
| Орландо Блум   | Господар прстенова: Повратак краља  |      |
| 2005           |                                     |      |
| Педи Консидајн | Покојникове ципеле                  |      |
| Данијел Крејг  | У вртлогу злочина                   |      |
| Пол Бетани     | Вимблдон                            |      |
| Рис Иванс      | Неуништива љубав                    |      |
| Сајмон Пег     | Шон живих мртваца                   |      |